# Bram Best
Abraham (Bram) Best (Amsterdam, 27 augustus 1878 – Wassenaar, 13 augustus 1935) was een fluitist.
Hij werd geboren in het gezin van schilder Abraham Best en Anna Maria Elisabeth Prince, wonende aan de Lange Leidschedwarsstraat. Zijn jongere broer was Petrus Wilhelmus Best (1881-1960), een legerofficier. Abraham trouwde Jacoba Angelica Boele. Zoon Abraham Richard Boele werd officier van gezondheid in Nederlands-Indië.
Hij kreeg zijn muziekopleiding aan het Amsterdams Conservatorium. In 1899 was hij al fluitist van het Concertgebouworkest. Hij werd er al snel solofluitist en zou in 1900 tot en met 1902 een aantal keer als solist optreden met dat orkest onder Willem Mengelberg en André Spoor. In 1904 werd hij docent aan het Amsterdams Conservatorium, gelijk met eerder genoemde Spoor. In dat jaar vertrok hij uit het Concertgebouworkest, waarschijnlijk na een aanvaring met Willem Mengelberg. Best vertrok naar het Residentieorkest (een aantal Concertgebouworkestleden stapte over naar het net opgerichte orkest) en ging les geven aan het Haags Conservatorium. In 1906 ging hij ook tijdelijk lesgeven aan het alternatieve conservatorium van Simon van Adelberg en Ary Belinfante in Amsterdam. Zijn positie aan het Haags Conservatorium hield hij tot zijn dood vast. Bekende leerlingen waren Leo Oostkamp en Johan Feltkamp.
Naast die werkzaamheden was hij ook actief als kamermuzikant.